# Relaciones Cuba-Kiribati
Las relaciones Cuba-Kiribati se refiere a las relaciones bilaterales entre Cuba y Kiribati. Las relaciones son recientes, habiéndose desarrollado en los años 2000 (década). Al igual que otros países de Oceanía, Kiribati es un beneficiario de la asistencia médica cubana; Las relaciones bilaterales entre Tarawa y La Habana deben ser vistas en el ámbito de la política regional cubana en Oceanía.

## Asistencia cubana
En 2007, había dieciséis médicos que prestaban atención médica especializada en Kiribati, con dieciséis más programados para unirse a ellos. Los cubanos también han ofrecido capacitación a médicos de Kiribati (I-Kiribati son los nativos de Kiribati). Según informes, los médicos cubanos han proporcionado una mejora dramática en el campo de la atención médica en Kiribati, reduciendo la tasa de mortalidad infantil en el país en un 80%.
En septiembre de 2008, veinte I-Kiribati estaban estudiando medicina en Cuba, sus gastos pagados por Cuba, con más esperado para unirse a ellos como Cuba aumentó el número de becas proporcionadas a los estudiantes de medicina de la Isla del Pacífico. En diciembre de 2010, se informó de que treinta y tres I-Kiribati habían estudiado o estaban estudiando en Cuba, de los cuales treinta y uno estaban estudiando medicina.

## Visitas de Estado
En septiembre de 2008, el presidente de I-Kiribati, Anote Tong, se reunió con el presidente cubano Raúl Castro para discutir "amistad y cooperación mutuas", convirtiéndose así en el primer líder del Pacífico en visitar Cuba. Tong estuvo en La Habana para asistir a una cumbre multilateral Cuba-Pacífico, donde los asistentes discutieron "el fortalecimiento de la cooperación en salud, deportes y educación", y donde Cuba prometió ayuda a los países del Pacífico frente a los efectos del cambio climático.
En diciembre de 2010, el presidente Tong realizó su segunda visita de Estado a Cuba, para mantener conversaciones oficiales con el presidente Castro. Tong fue acompañado por otros miembros del gobierno de Kiribati, con el objetivo de ampliar las relaciones bilaterales más allá del campo de la asistencia médica. En particular, se preparó un acuerdo sobre "cooperación deportiva".